# S7 Group
S7 Group (Эс сэвэн групп; юридическое название — ЗАО «Группа компаний С7») — российский холдинг, включающий в себя предприятия, занятые организацией и выполнением авиаперевозок, путешествий, техническим обслуживанием воздушных судов, обучением авиационного персонала.

## История
S7 Group была основана в 2005 году путём переформирования структурных подразделений авиакомпании «Сибирь» (с 2006 года работает под брендом S7 Airlines) в отдельные предприятия. По словам Владислава Филёва, это было сделано, чтобы создать квазиконкуренцию внутри компании.
В 2009 году Владислав Филёв покинул должность генерального директора авиакомпании «S7 Airlines», чтобы занять пост руководителя S7 Group.
В марте 2010 года компания запустила первый в России интернет-магазин путешествий.
В мае 2013 года S7 Group одержала победу в тендере по покупке госпакета акций авиакомпании S7 Airlines, предложив за 25,5 % акций перевозчика 1 млрд 133 млн руб.
20 октября 2015 года было подписано соглашение о продаже акционерам S7 не менее 51 % акций проблемной авиакомпании «Трансаэро». Однако сделка не состоялась — 26 октября 2015 года в связи с аннулированием Росавиацией сертификата эксплуатанта авиакомпания «Трансаэро» прекратила деятельность авиаперевозчика.
2 марта 2016 года S7 Group объявили о создании авиакомпании Charlie Airlines, которая будет базироваться на Кипре. 40 % акций будет принадлежать российским акционерам, остальные — кипрским партнёрам.
27 сентября 2016 года в мексиканском городе Гвадалахара, в рамках IAC-2016 подписан контракт о покупке S7 Group у РКК «Энергия» космодрома «Морской старт», всё оборудование к нему, наземную базу в порту Лонг-Бич (США) и товарный знак Sea Launch. Также «Энергия» и S7 Group подписали соглашение о совместной работе по возобновлению эксплуатации комплекса «Морской старт». «Энергия» будет оказывать инженерную поддержку и содействие в организации пусков.
20 февраля 2017 года было объявлено о том, что S7 Space получило лицензию на осуществление космической деятельности в России, став первой российской коммерческой компанией, имеющей право предоставлять международные космические услуги.
В конце 2019 года были объединены авиакомпании «Сибирь» и «Глобус».

## Собственники и руководство
На конец 2020 года 49,94 % ЗАО «Группа компаний С7» принадлежало Владиславу Филёву, его дочерям Марии и Татьяне — по 25,03 % S7 Group. Компании «S7 Group» принадлежит 100 % акций авиакомпании S7 Airlines.  
В.Ф. Филёв являлся генеральным директором авиакомпании «Сибирь» с 1998 по 2009 год, с 2009 по 2016 год - генеральный директор S7 Group.
В 2016 году генеральным директором S7 Group назначен Антон Ерёмин, ранее занимавший должность заместителя генерального директора этой же компании.
В октябре 2021 года генеральным директором S7 Group стала Татьяна Филёва (дочь основателей компании Натальи и Владислава Филёвых). Антон Ерёмин возглавил совет директоров компании. Покинул совет директоров в марте 2022 года.
В октябре 2022 года генеральным директором S7 Group стал Дмитрий Куделькин.

## Деятельность
В 2008 году авиакомпании, входящие в S7 Group, перевезли 6 489 303 пассажиров и 43 652 тонн почты и груза. Коэффициент занятости пассажирских кресел — 79,3 %.
За 2009 год S7 Group перевезла 5 633 971 пассажиров, груза и почты — 40 583 тонн. В среднем падение по сравнению с предыдущим 2008 годом составило около 10 %. Коэффициент занятости пассажирских кресел упал на 2,4 % и составил 76,9 %. Несмотря на падение показателей, S7 удержалась на втором месте по количеству перевезённых пассажиров на российском рынке авиаперевозок.
В 2014 году авиакомпании группы перевезли 10,06 млн пассажиров, а совокупная выручка за 2014 год составила 86,1 млрд рублей, из них чистая прибыль — 1,39 млрд рублей.
В 2020 году пассажиропоток S7 составил 12,3 млн пассажиров.
В 2023 году авиакомпания S7 перевезла 15,9 млн пассажиров (На внутренних линиях авиакомпания перевезла 14,5 млн пассажиров, а на международных — 1,5 млн).  

## Состав группы компаний
На данный момент в состав холдинга S7 Group входят: 
- S7 Aero —
- S7 Airlines — авиакомпания, занимающаяся пассажирскими перевозками.
- S7 Technics — компания по техническому обслуживанию воздушных судов [23][24].
- S7 Space — компания-собственник плавучего космодрома «Морской старт» и наземного «Наземный старт», лицензированная в области ракетно-космической деятельности.
- S7 Cargo — компания по осуществлению грузовых перевозок.
- S7 TechLab — ИТ-компания по разработке ПО для инженеров и самолетов.
- S7 Training — авиационный учебный центр.
- S7 Decepticon — штаб десептиконов авиакомпании.
- Spectra Aircraft - производитель самолетов для малой авиации.